# Diskografi
En diskografi är en systematisk, ofta kronologisk sammanställning av skivinspelningar (och stundtals andra typer av fonogram, t.ex. fonografcylindrar). En diskografi kan omfatta exempelvis inspelningar av en viss enskild artist, inom en viss musikalisk genre, på ett speciellt skivbolag eller viss typ av skiva (till exempel 78-varvare). En mycket ambitiös variant är så kallade "nationaldiskografier" som omfattar samtliga skivinspelningar från ett helt land.
Diskografin som genre började utvecklas under 1930-talet, främst inom den tidiga jazzforskningen.
I Sverige bedrivs diskografisk forskning och publikationsverksamhet främst av "Avdelningen för audiovisuella medier" vid Kungliga biblioteket (tidigare Statens ljud- och bildarkiv, SLBA), vilken också tillhandahåller ett antal diskografiska databaser via internet.

## Databaser för diskografier på Internet
- Allmusic (tillika recensioner och information om genrer)
- Discogs
- MusicBrainz
- Rate Your Music
- Svensk mediedatabas